# Peridroma albistigma
Peridroma albistigma är en fjärilsart som beskrevs av W. Warren 1912. Peridroma albistigma ingår i släktet Peridroma och familjen nattflyn. Inga underarter finns listade i Catalogue of Life.